# Синполітейне первісне суспільство
Синполіте́йне пе́рвісне суспі́льство — суспільство, що існує паралельно з цивілізацією. 
Досліджується переважно за допомогою етнографічних та писемних джерел. До синполітейного населення належать чукчі, ескімоси, коряки, індіанці, австралійські аборигени.
Відрізняється від апополітейного первісного суспільства, яке існувало до появи перших цивілізацій.